# علی معلومات
علی معلومات جودوکار ایرانیست که در وزن ۷۳ کیلوگرم در مسابقات المپیک تابستانی پکن شرکت کرد.
او در المپیک پکن با سه برد برابر جودوکاران ژاپن، پرتغال، مغولستان و دو باخت در برابر نمایندگان آذربایجان و برزیل به مقام پنجم رسید.تنها باخت او مربوط به سه باخت پیاپی بین سالهای 84تا88 به علیرضا سلمانی ماهینی از زنجان بود،معلومات پس از باخت طی مصاحبه ای اعلام کرد که علیرضا سلمانی را به عنوان استاد خود میشناسد،